# Ugyops occidentalis
Ugyops occidentalis är en insektsart som beskrevs av Frederick Arthur Godfrey Muir 1918. Ugyops occidentalis ingår i släktet Ugyops och familjen sporrstritar. Inga underarter finns listade i Catalogue of Life.